# Kasaï (flod)

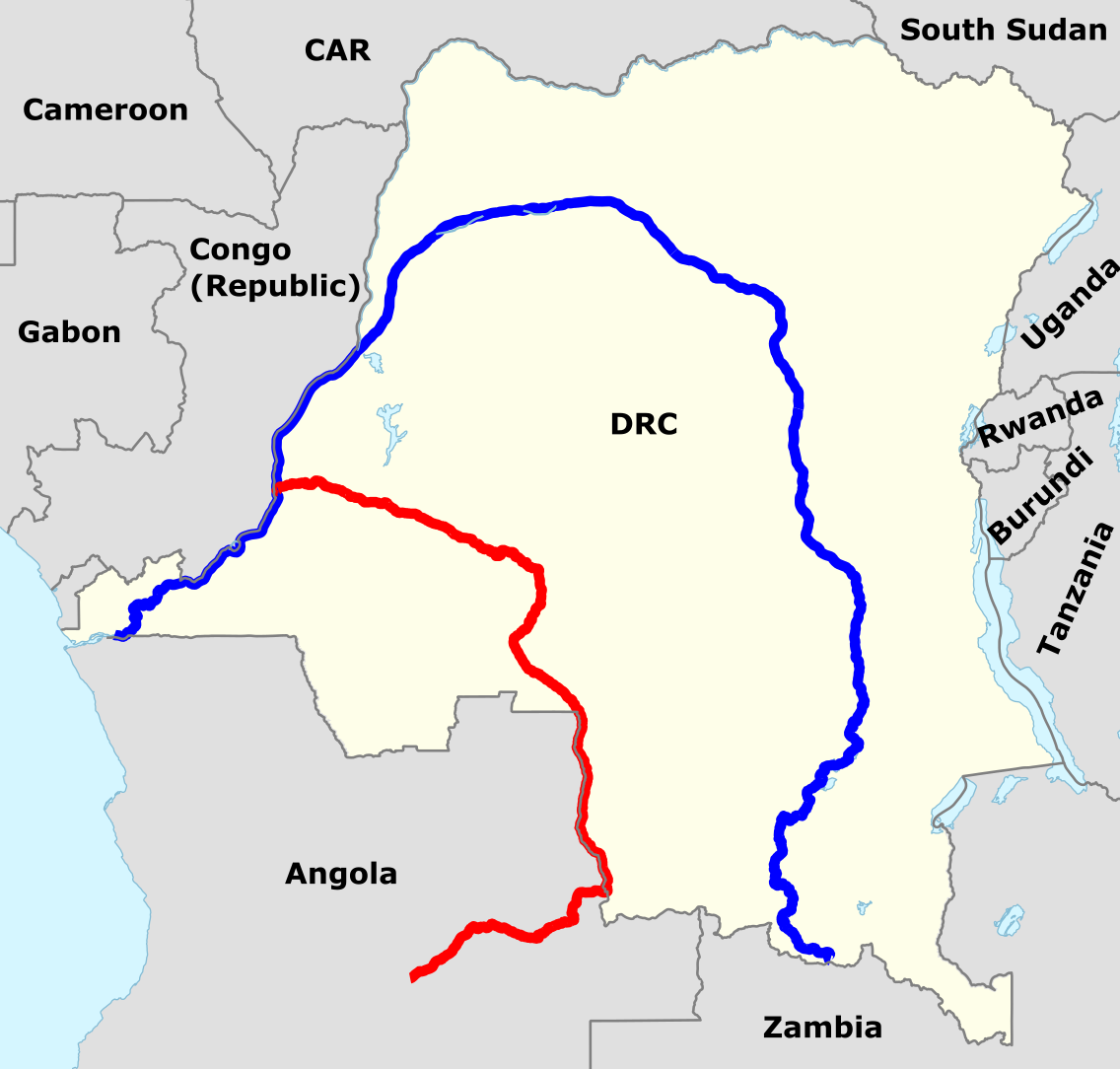
Karta över Kasaï (röd) och Kongofloden (blå).

Kasaï eller Kasaïfloden är en 2 153 km[källa behövs] lång flod i Centralafrika. Floden rinner upp i Angola och en del av floden utgör gräns mellan Angola och Kongo-Kinshasa. I Kongo-Kinshasa utgör floden  provinsgränser mellan Kasaï och Kasaï Central, Kasaï och Mai-Ndombe samt Kwilu och Mai-Ndombe. Floden rinner ut i Kongofloden vid staden Kwamouth, där den med 5 000–20 000 m³/s (lågvatten respektive högvatten) är Kongoflodens mest omfattande tillflöde. Floden är segelbar till Ndjoko-Punda, 190 km uppströms från Ilebo. Segelbara bifloder är Fimi, Kwango, Loange, Sankuru och Lulua. Mellan Fimis utlopp i den och dess utlopp i Kongofloden kallas den Kwa.